# Kościół Chrystusowy w Gryficach
Kościół Chrystusowy w Gryficach – zbór Kościoła Chrystusowego w RP działający w Gryficach.
Pastorem zboru jest Marek Prociak. Nabożeństwa odbywają się w kaplicy przy ul. 6 Marca 2.

## Historia
Placówka Zjednoczonego Kościoła Ewangelicznego w Gryficach powstała w wyniku działalności prowadzonej na terenie miasta przez Henryka Zagrodnika. Podczas Wielkanocy 1971 wraz z innymi braćmi ze zboru w Szczecinie gościł on w zborze w Łobzie. W trakcie pobytu został poruszony temat pracy ewangelizacyjnej na terenie powiatów łobeskiego i gryfickiego. Poznał on wówczas dwie współwyznawczynie z Gryfic, pragnące, aby w ich mieście zamieszkała ewangelicznie wierząca rodzina, co w ich opinii doprowadziłoby do powstania tam zboru. Na skutek tego, postanowił on o przeprowadzce wraz z żoną ze Szczecina do Gryfic, czego dokonał 13 września 1971. Już w listopadzie 1971 doszło do rejestracji założonej tu przez niego stacji misyjnej podległej zborowi Zjednoczonego Kościoła Ewangelicznego w Łobzie. 
Członkowie placówki spotykali się w mieszkaniu prywatnym przy ul. Mickiewicza 3, należącym do Henryka Zagrodnika, który został jej kierownikiem. W pracy wspomagany był przez swoją żonę, Ruth. Po powstaniu w 1978 zboru Zjednoczonego Kościoła Ewangelicznego w Kołobrzegu, placówka w Gryficach weszła w jego skład. Następował jej dynamiczny rozwój, przyłączały się do niej nowe osoby, w większości młode, które wkrótce zaczęły stanowić większość jej członków.
Wobec trudności spowodowanych dojazdami do głównej siedziby zboru w Kołobrzegu, 3 grudnia 1988 placówka została przekształcona w samodzielny zbór, którego pastorem został Henryk Zagrodnik.
Po usamodzielnieniu się zboru w Gryficach jako niezależnej jednostki rozpoczęte zostały starania w celu znalezienia obiektu do przystosowania na budynek kościelny, ponieważ spotkania nowo powstałego zboru odbywały się nadal w mieszkaniu jego pastora. Poszukiwania odpowiedniego budynku trwały rok, a w jego zakupie zbór wspomógł Paweł Bajko ze Stanów Zjednoczonych. Uroczystość otwarcia kaplicy przy ul. 6 Marca 2 miała miejsce 21 stycznia 1990, a kazanie podczas inauguracyjnego nabożeństwa wygłosił Henryk Sacewicz, przewodniczący Naczelnej Rady Kościoła Zborów Chrystusowych. W obchodach wzięli udział także inni członkowie Rady. W kaplicy rozpoczęto wówczas prowadzenie regularnych dwóch nabożeństw tygodniowych, jednego nabożeństwa niedzielnego oraz wczesno porannego codziennego nabożeństwa modlitewnego.
8 maja 1995 miała miejsce uroczystość podziękowania za służbę Henrykowi Zagrodnikowi oraz wprowadzenia Stanisława Kotlińskiego na stanowisko pełniącego obowiązki pastora zboru. Gościł na niej Prezbiter Naczelny Kościoła Zborów Chrystusowych Henryk Sacewicz, jak również Piotr Karel, pastor zboru kołobrzeskiego, który wygłosił kazanie. Obecni byli także przedstawiciele zborów Kościoła Ewangelicznych Chrześcijan w Łobzie oraz Szczecinie. Ceremonia została uświetniona przez występ grupy muzycznej ze zboru Kościoła Zborów Chrystusowych w Kołobrzegu.
23 sierpnia 1998 Stanisław Kotliński został ordynowany na pastora przez Bronisława Hurego, Piotra Karela, Wayna Murphyego oraz Henryka Zagrodnika. W uroczystości ordynacji wzięli udział również reprezentanci zborów ewangelicznych działających w okolicy, a także goście ze Stanów Zjednoczonych.
W związku z przeprowadzką Stanisława Kotlińskiego do Koszalina w 2004, pełniącym obowiązki pastora mianowano Marka Prociaka, starszego zboru, prowadzącego spotkania młodzieżowe, kluby biblijne i zaangażowanego w działalność w Międzynarodowym Stowarzyszeniu Gedeonitów. 
17 czerwca 2007 miała miejsce ordynacja Marka Prociaka na pastora. W wyniku zbyt małej powierzchni miejscowej kaplicy, nabożeństwo ordynacyjne odbyło się wówczas w sali Domu Rzemiosła. Wzięło w nim udział około 130 uczestników. Na uroczystość przybyli przedstawiciele zborów Białogardzie, Kołobrzegu, Koszalinie, Połczynie Zdroju, Szczecinie oraz stacji misyjnych w Resku, Świnoujściu i Złotowie, a także piętnastu delegatów ze Stanów Zjednoczonych. Nabożeństwo poprowadził pastor Piotr Karel, prezbiter regionu północnego Wspólnoty Kościołów Chrystusowych. Kazanie przedstawił pastor Wayne Murphy, pełniący stanowisko dyrektora amerykańskiej organizacji „Polish Christian Ministries”, natomiast ordynacja odbyła się pod przewodnictwem Andrzeja W. Bajeńskiego, prezbitera naczelnego Kościoła.